# Pjotr Ivanovič Bagration
Kníže Pjotr Ivanovič Bagration (rusky Пётр Иванович Багратион, gruzínsky პეტრე ბაგრატიონი; 10. července 1765, Kizljar – 12. záříjul./ 24. září 1812greg., Sima) byl ruský šlechtic a voják, který pocházel z gruzínského rodu Bagrationů a který se stal ruským generálem v době napoleonských válek.

## Životopis
Narodil se v roce 10. července 1765 v Kizljaru v Astrachaňské gubernii v Ruském impériu. Jeho otcem byl gruzínský princ plukovník Ivan Bagration. Jeho bratr Roman (Revaz) byl také důstojník ruské armády. Jeho manželka Kateřina Skavronská patřila k četným milenkám Metternichovým.
Do ruské armády vstoupil v roce 1782 a sloužil v oblasti Kavkazu. Zúčastnil se bitvy o Očakov během rusko-turecké války v roce 1788 a polské kampaně v roce 1794. Zúčastnil se též kapitulace Brescie ve vojsku Alexandra Suvorova v roce 1799.

## Napoleonské války

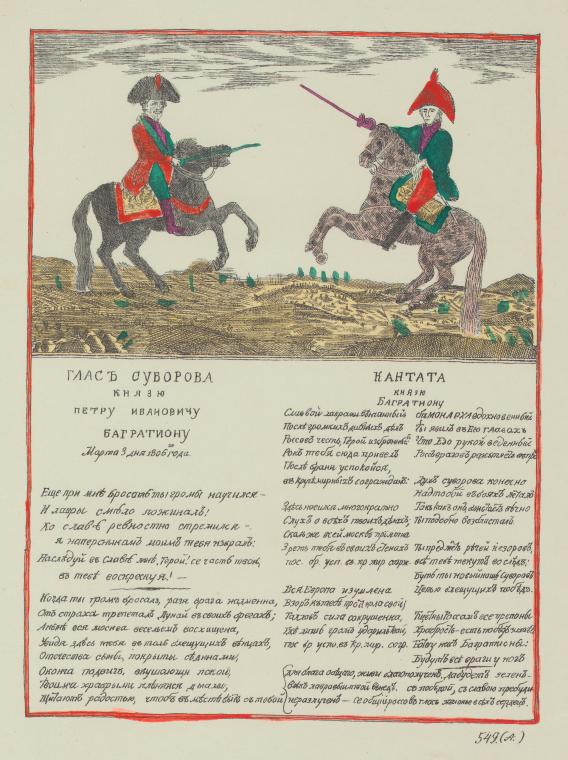
Lubok s vyobrazením Bagrationa a Alexandra Suvorova.

Jeho hlavní dějinnou epochou se staly napoleonské války.
V roce 1805 byl velitelem předvoje ruské Podolské armády, vedené Kutuzovem. Tato armáda měla za úkol posílit rakouskou armádu v Bavorsku, která se pod velením arcivévody Ferdinanda a jeho generálního ubytovatele podmaršálka Macka soustřeďovala v oblasti města Ulm a defenzivně manévrovala před Napoleonovou Velkou armádou, která sem spěchala z pobřeží kanálu La Manche s cílem obsadit Vídeň. Napoleon chtěl své protivníky porazit odděleně, 20. října se mu vzdali Rakušané u Ulmu, dalším protivníkem měla být Podolská armáda, která dorazila jen do města Braunau v Rakousku. Ulmská kapitulace donutila Kutuzova změnit plány, nemohl se měřit s početně silnějšími Francouzi, bylo nutno ustoupit. Z Bagrationova předvoje se stal zadní voj, který tento ústupový manévr po břehu Dunaje zajišťoval. U Schöngrabernu (Francouzi říkají u Hollabrunnu), pozdržel dotírající francouzské jednotky a získal tak čas nutný k dalšímu ústupu. Bagrationův sbor odrážel po celý 16. listopad francouzské útoky (francouzského jezdectva maršála Murata a 5. armádního sboru Lannesova). Následně se pak musel před velkou převahou francouzských vojsk stáhnout, nicméně úkol splnil.
Bagration se zúčastnil i zbytku tažení, ústupu k Olomouci a následného ofenzivního postupu k Brnu, který vyvrcholil neúspěšnou bitvou u Slavkova 2. prosince 1805. Bagration zde velel svému sboru na pravém křídle spojenecké rusko-rakouské armády. Weyrotherovým operačním plánem pro bitvu mu byla přiřknuta jen okrajová úloha, měl svádět defenzivní boje a zaútočit až v momentu, kdy již bude bitva rozhodnuta na levém křídle a ve středu. Ve skutečnosti však svedl Bagration izolovanou bitvu s Lannesovým francouzským armádním sborem. Toto střetnutí, ačkoliv relativně úspěšné, nemělo na celkový průběh bitvy vliv (byl zde smrtelně zraněn jediný francouzský generál, který padl u Slavkova – brigádní generál Roger Valhubert). Po zhroucení středu spojenecké sestavy hrozilo Bagrationovu sboru reálné nebezpečí obklíčení. V té době na bojiště dorazily od Olomouce dvě baterie těžkých kanónů rakouského majora Frierenbergera a umožnily mu spořádaný ústup po silnici k Rousínovu.
V letech 1806–1807 se účastnil jako sborový velitel v ruské armádě války s Napoleonem. V armádě Bennigsenově velel armádnímu sboru u Friedlantu.
Poté následovala krátká epizoda ve Finské válce v roce 1808.
V roce 1812 velel 2. západní armádě a svedl zde obrannou bitvu u Mogileva (23. července 1812). Dne 7. září 1812 došlo k tragické bitvě u Borodina, v níž velel levému křídlu a byl těžce zraněn. Traduje se, že jej francouzská kule zasáhla v momentu, kdy se postavil na ruská opevnění, aby lépe viděl postup francouzské pěchoty, která v sevřených šicích postupovala proti střílejícím ruským dělům. Zvolal prý: „Bravo! Bravo!“ a pak se zhroutil zpět, smrtelně zraněn. Zemřel o pět dní později ve vesnici Simi, patřící jeho tetě. Přímou příčinou smrti byla otrava krve, které se nepodařilo zabránit ani provedenou amputací. V této době byla podobná smrt běžná, často i lehká zranění, která život přímo neohrožovala, končila otravou krve a smrtí.
Životní osudy tohoto ruského generála zpracoval gruzínský režisér Giuli Čochonelidze v životopisném snímku Bagration z roku 1985. Titulní roli vytvořil sám režisér filmu, který se ve stejné roli představil i v Bondarčukově zfilmované podobě Tolstého Vojny a míru. Čochonelidze se i osobně o Bagrationa zajímal a studoval jeho životopis.

## Odkaz generála
Car poctil bojiště u Borodina svou návštěvou a vyjádřil pýchu nad takovým hrdinou. Jeho jméno bylo použito také pro krycí název Běloruské útočné operace Rudé armády proti Wehrmachtu v průběhu 2. světové války. Šlo o vůbec největší bitvu dějin, měřeno počty vojsk a nasazené techniky. Skončila totální porážkou nacistické armády a ve svém důsledku přispěla i k úspěchu spojeneckého vylodění v Normandii, neboť byla zahájena krátce po vylodění spojenců a znemožnila hitlerovskému velení efektivně přesouvat vojska.
| „                    | Rusko nemá dobré generály, jedinou výjimkou je Bagration. | “ |
| — Napoleon Bonaparte |                                                           |   |